# Кубок Гібралтару з футболу 2024
Кубок Гібралтару з футболу 2024 — 68-й розіграш кубкового футбольного турніру у Гібралтарі. Титул захищав Бруно Мегпіс. Переможець кубку кваліфікувався до першого кваліфікаційного раунду Ліги конференцій 2024–25.

## Календар
| Раунд        | Дата                     | Матчі | Клуби  |
| ------------ | ------------------------ | ----- | ------ |
| Перший раунд | 30 січня – 7 лютого 2024 | 4     | 12 → 8 |
| 1/4 фіналу   | 20–28 лютого 2024        | 4     | 8 → 4  |
| 1/2 фіналу   | 6-7 квітня 2024          | 2     | 4 → 2  |
| Фінал        | 17 квітня 2024           | 1     | 2 → 1  |

## Перший раунд
| Команда 1      | Рахунок | Команда 2        |
| -------------- | ------- | ---------------- |
| 30 січня 2024  |         |                  |
| Ґласіс Юнайтед | 9:0     | Хаунд Догс (2)   |
| 31 січня 2024  |         |                  |
| Юероп          | 3:0     | Юероп Пойнт      |
| 6 лютого 2024  |         |                  |
| Коледж 1975    | 1:3     | Лайонс Гібралтар |
| 7 лютого 2024  |         |                  |
| Бруно Мегпіс   | 0:2     | Сент-Джозефс     |

## 1/4 фіналу
| Команда 1        | Рахунок | Команда 2         |
| ---------------- | ------- | ----------------- |
| 20 лютого 2024   |         |                   |
| Лінкс            | 0:4     | Лінкольн Ред Імпс |
| 21 лютого 2024   |         |                   |
| Лайонс Гібралтар | 0:2     | Манчестер 62      |
| 27 лютого 2024   |         |                   |
| Сент-Джозефс     | 3:0     | Монс Кальпе       |
| 28 лютого 2024   |         |                   |
| Юероп            | 3:1     | Ґласіс Юнайтед    |

## 1/2 фіналу
| Команда 1     | Рахунок | Команда 2         |
| ------------- | ------- | ----------------- |
| 6 квітня 2024 |         |                   |
| Юероп         | 3:0     | Манчестер 62      |
| 7 квітня 2024 |         |                   |
| Сент-Джозефс  | 0:1     | Лінкольн Ред Імпс |

## Фінал
| Команда 1         | Рахунок | Команда 2 |
| ----------------- | ------- | --------- |
| 17 квітня 2024    |         |           |
| Лінкольн Ред Імпс | 3:0     | Юероп     |